# Islam en Géorgie

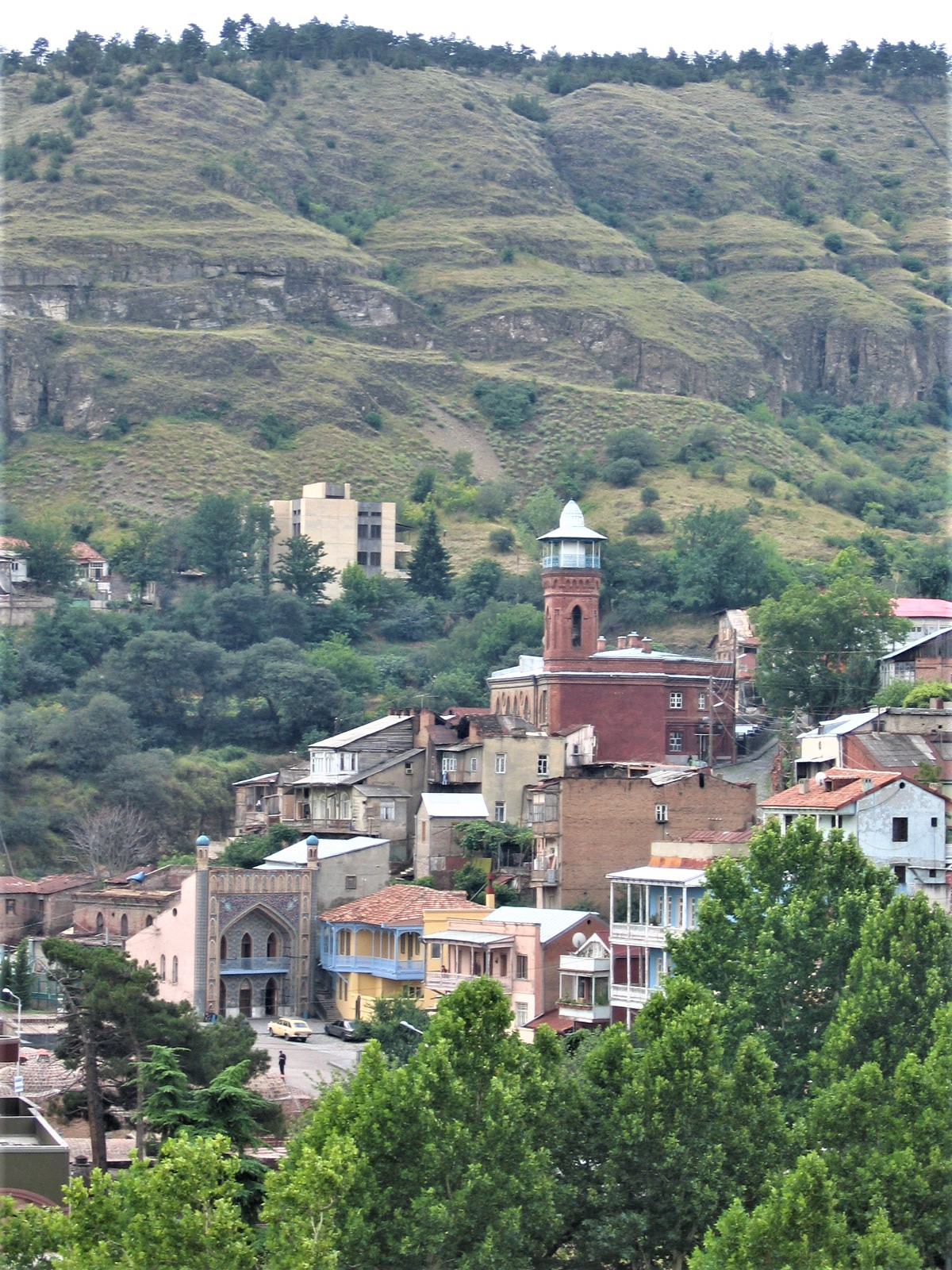
La mosquée de Tbilissi.

L'islam a été introduit en Géorgie en 645, par une armée du calife Omar. Il conquit l'Est de la Géorgie et établit la loi islamique à Tbilissi. Selon le recensement géorgien de 2014, les musulmans représentent 10,7% de la population géorgienne. 
Deux obédiences musulmanes y cohabitent : 
- les sunnites vivant dans la République autonome d'Adjarie près de la Turquie (hanafites), ceux des gorges de Pankissi et ceux de l'Abkhazie séparatiste,
- les chiites duodécimains vivant près de l'Azerbaïdjan et de l'Arménie.

## Histoire

### L'émirat de Tbilissi
Les conquérants arabes attaquèrent la Géorgie en 645. Ils ne réussirent à établir leur domination sur une large partie du territoire qu'en 735. Cette année-là, le calife omeyyade Marwān II prit la ville de Tbilissi et les terres avoisinantes. Un émir arabe fut installé sur le territoire, et fut approuvé par le calife de Bagdad de l'époque.
Pendant la période arabe, Tbilissi (al-Tefelis) devint un centre de commerce entre le monde islamique et l'Europe du Nord. En outre, la ville était un avant-poste arabe et une province tampon entre les territoires byzantin et khazar. Avec le temps, Tbilissi devint largement musulmane.

### Tamerlan et les Timourides

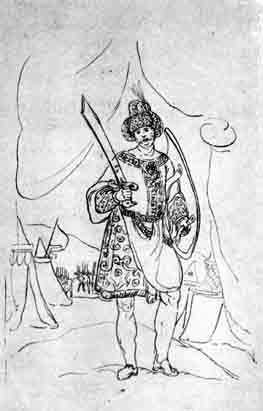
Le roi musulman de Kakhétie Rostom de Kartli, ayant régné au milieu du XVII.

Entre 1386 et 1404, la Géorgie subit les invasions du conquérant Turco-Mongol Tamerlan, dont l'empire s'étendait à son apogée de l'Asie centrale à l'Anatolie. Lors de la première invasion, Tamerlan mit à sac Tbilissi, et captura le roi Bagrat V. En 1401, Tamerlan envahit à nouveau le Caucase. Le roi de Géorgie demanda la paix, et envoya son frère comme ambassadeur. Tamerlan préparait une guerre contre la dynastie ottomane, et souhaitait apparemment faire de la Géorgie un territoire neutre. Il fit donc la paix avec la Géorgie sous la condition que le roi de Géorgie lui fournisse des troupes.

### La période safavide et ottomane
La dynastie safavide était en conflit permanent avec les Ottomans pour le contrôle du Caucase. Du XVIe siècle au XVIIe siècle, les safavides avaient à gérer plusieurs royaumes et principautés indépendants, dont le royaume de Géorgie. Les différents royaumes suivaient des politiques différentes. Les intérêts safavides étaient globalement tournés vers l'Est et le Sud. Dans le même temps, l'Ouest de la Géorgie était sous influence ottomane. Les différents royaumes devinrent des vassaux de la Perse après 1518.
Le 29 mai 1555, les safavides et les Ottomans signèrent un traité à Amasya qui divisait en deux la Transcaucasie. L'Ouest de la Géorgie devint ottomane, alors que la partie Est du pays devenait perse. Ainsi, le royaume de Kakhétie était à nouveau une partie de l'empire safavide. En 1703, Vakhtang VI (de Kathli) devint roi de Kakhétie. En 1716, il se convertit à l'islam et l'empire safavide le confirma roi de Karkhétie. Pourtant, à un moment décisif, l'empire safavide ordonna au roi Vakhtang VI de cesser les campagnes militaires, ce qui le conduisit à adopter une orientation pro-russe, bien que les Russes échouèrent à lui fournir l'aide militaire promise.
Le territoire de l'Eyalet de Tchildir (1578-1845) est aujourd'hui partagé entre la Géorgie (Adjarie et Samtskhé-Djavakhétie) et la Turquie (provinces d'Artvin, Ardahan et Erzurum).

## Les Abkhazes
Si la religion principale des Abkhazes habitant en Abkhazie est le christianisme orthodoxe, l’invasion par l'Empire ottoman au XVe siècle (et présent à différents titres jusqu'au XIXe siècle) a conduit à des conversions à l'islam sunnite : une minorité le pratique encore. Environ 400 000 personnes d'origine abkhaze vivent aujourd'hui en Turquie. 

## Les Adjars
De nombreux Adjars se sont convertis à la suite de la conquête de la région par l'Empire ottoman aux XVIe et XVIIe siècles. Même si la fin du XXe siècle et le début du XXIe siècle ont vu un certain nombre de retours au christianisme orthodoxe, il est estimé qu'un tiers de la population d'Adjarie se réclame de l'islam sunnite.

## Les Azéris
Les Azéris sont en majorité musulmans chiites.

## Les Kistes
Les Kistes pratiquent un islam sunnite d'obédience soufie, notamment celui de la Qadiriyya : leur nombre est estimé à 12 000.

## Les Meskhètes
Les Meskhètes se convertissent à l'islam au XVIIe siècle à la suite de la conversion du prince de Samtskhe Béka III Paul Jakéli.
Son fils Yousouf Ier Jakéli favorise l'islamisation des Meskhètes. 
Ils sont déportés en Asie centrale en novembre 1945 par Joseph Staline, et envoyés au Kazakhstan, au Kirghizistan et en Ouzbékistan. Parmi les 120 000 déportés, transportés dans des camions à bétail, environ 10 000 périssent. 
Aujourd'hui, ils sont dispersés dans plusieurs pays de l'ancienne Union soviétique. Plusieurs centaines de milliers de personnes d'origine meskhète vivent en Azerbaïdjan et en Asie centrale.

## L'Islam et l'État

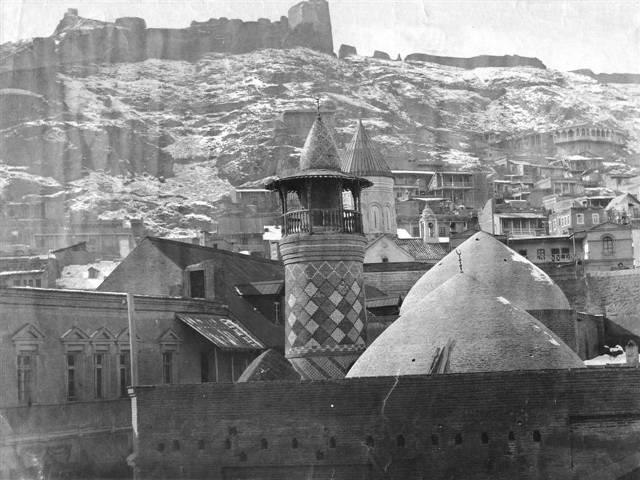
Une mosquée à Tbilissi, construite au XX.

En juillet 2011, le Parlement de Géorgie a promulgué un amendement permettant l'enregistrement des religions minoritaires ayant une histoire commune avec la Géorgie : le texte initial évoquait formellement l'islam et quatre autres communautés religieuses et aurait permis une reconnaissance de jure, il fut remplacé par un texte permettant l'enregistrement administratif des demandes. Les mosquées en Géorgie dépendent du Département géorgien des Musulmans, établi en mai 2011. Jusqu'à cette date, l'islam géorgien était géré dans le Département des Musulmans du Caucase basé à Bakou.
En 2010, la Turquie et la Géorgie ont signé un accord permettant à la Turquie de fournir des fonds pour la réhabilitation de trois mosquées et la reconstruction d'une quatrième. En échange, la Géorgie réhabilitera quatre monastères géorgiens en Turquie. Cet accord permettra la reconstruction de la mosquée historique de Batoumi, brûlée par les Adjars en 1940. Les mosquées réhabilitées sont dans les régions de Samtskhé-Djavakhétie et d'Akhaltsikhé, dans le district de Kobuleti. Les bains turcs de Batoumi seront aussi restaurés.

## Musulmans géorgiens célèbres
- Aghsartan Ier de Kakhétie, roi de Kakhétie, dans l'Est de la Géorgie, de 1054 à 1084
- Allahverdi Khan, général et chef d'État géorgien, converti à l'islam[9]
- David II (roi de Kakhétie)
- Simon II de Kakhétie